# Liste der Biografien/Gorm
Liste der Biografien |
Portal Biografien |
Personensuche
# |
A |
B |
C |
D |
E |
F |
G |
H |
I |
J |
K |
L |
M |
N |
O |
P |
Q |
R |
S |
T |
U |
V |
W |
X |
Y |
Z |
?
 
Ga |
Gb |
Gc |
Gd |
Ge |
Gf |
Gh |
Gi |
Gj |
Gk |
Gl |
Gm |
Gn |
Go |
Gp |
Gq |
Gr |
Gs |
Gu |
Gv |
Gw |
Gy |
Gz
 
Goa |
Gob |
Goc |
God |
Goe |
Gof |
Gog |
Goh |
Goi |
Goj |
Gok |
Gol |
Gom |
Gon |
Goo |
Gop |
Gor |
Gos |
Got |
Gou |
Gov |
Gow |
Goy |
Goz
 
Gora |
Gorb |
Gorc |
Gord |
Gore |
Gorf |
Gorg |
Gorh |
Gori |
Gorj |
Gork |
Gorl |
Gorm |
Gorn |
Goro |
Gorp |
Gorr |
Gors |
Gort |
Goru |
Gorv |
Gory |
Gorz
Die Liste der Biografien führt alle Personen auf, die in der deutschsprachigen Wikipedia einen Artikel haben. Dieses ist eine Teilliste mit 51 Einträgen von Personen, deren Namen mit den Buchstaben „Gorm“ beginnt.

## Gorm
- Gorm, König in Dänemark
- Gorm von Dänemark (1919–1991), dänisches Mitglied der Königsfamilie
- Gorm, Ludwig (1884–1965), österreichischer Schriftsteller

### Gorma
- Gormally, Daniel (* 1976), britischer Schachgroßmeister
- Gorman, Amanda (* 1998), US-amerikanische Poetin und Aktivistin
- Gorman, Arthur Pue (1839–1906), US-amerikanischer Politiker
- Gorman, Breon (* 1954), US-amerikanische Schauspielerin
- Gorman, Burn (* 1974), britischer Musiker und SchauspielerBurn Gorman (* 1974)

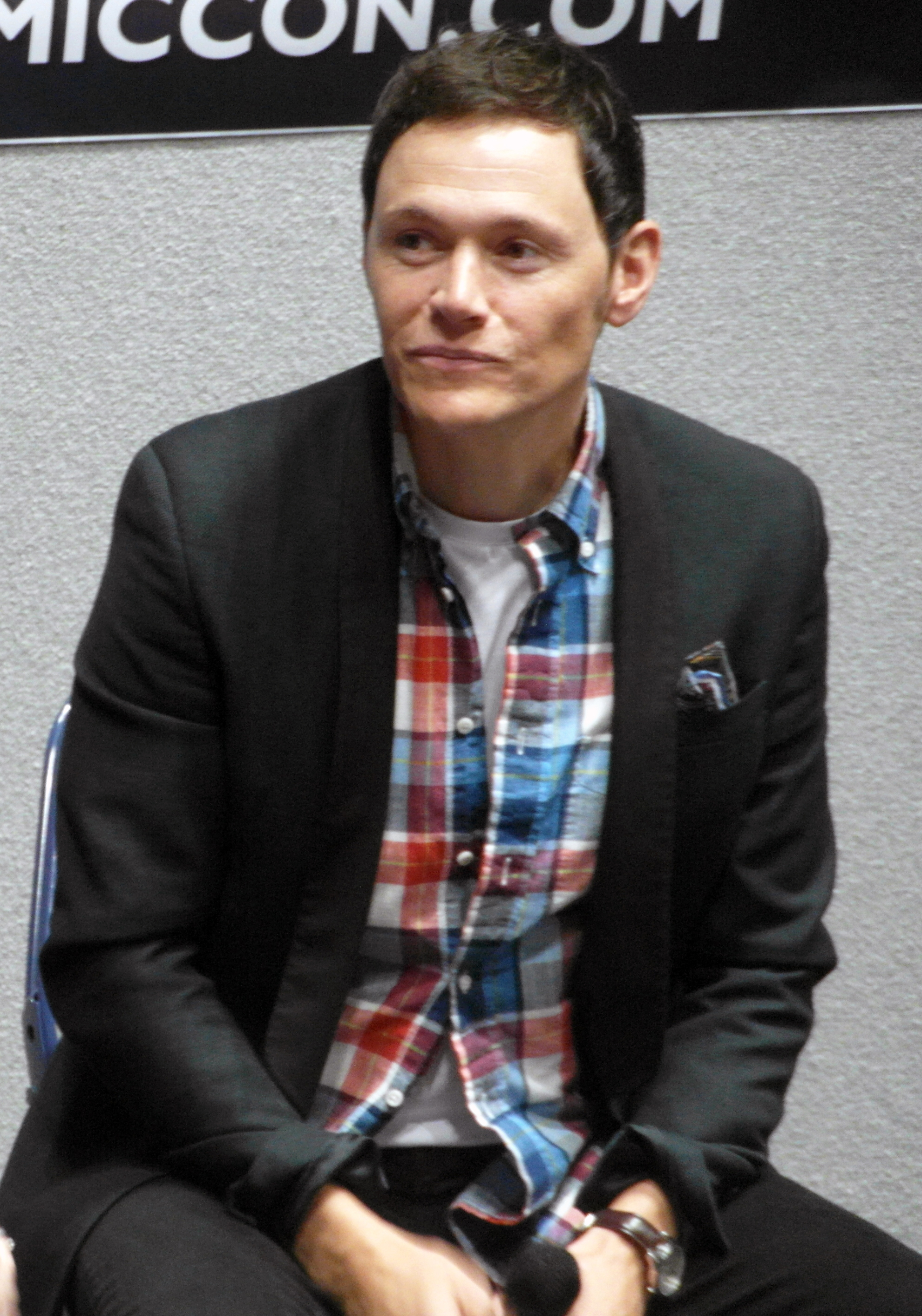
Burn Gorman (* 1974)

- Gorman, Charles (1897–1940), kanadischer Eisschnellläufer
- Gorman, Chester (1938–1981), US-amerikanischer Anthropologe und Archäologe
- Gorman, Cliff (1936–2002), US-amerikanischer Schauspieler
- Gorman, Frank (* 1937), US-amerikanischer Wasserspringer
- Gorman, George E. (1873–1935), US-amerikanischer Politiker
- Gorman, James (1859–1929), US-amerikanischer Sportschütze
- Gorman, James S. (1850–1923), US-amerikanischer Politiker
- Gorman, John (1925–2025), US-amerikanischer römisch-katholischer Geistlicher, Weihbischof in Chicago
- Gorman, John (* 1931), australisch-US-amerikanischer Mediziner
- Gorman, John (* 1937), britischer Musiker und Komiker
- Gorman, John J. (1883–1949), US-amerikanischer Politiker
- Gorman, Margaret (1905–1995), US-amerikanische Schönheitskönigin (Miss America 1921)
- Gorman, Matt (* 1978), kanadischer Eishockeyspieler
- Gorman, Melissa (* 1985), australische Schwimmsportlerin
- Gorman, Michael (* 1965), US-amerikanischer Philosoph
- Gorman, Miki (1935–2015), US-amerikanische Marathonläuferin japanischer Herkunft
- Gorman, Nathan (* 1996), britischer Boxer im Schwergewicht
- Gorman, Nicholas (1930–1978), irischer römisch-katholischer Ordensgeistlicher und Generalrektor der Pallottiner
- Gorman, Paul F. (* 1927), US-amerikanischer General der US Army
- Gorman, Pierre (1924–2006), gehörloser australischer Pädagoge und Psychologe
- Gorman, R. C. (1931–2005), US-amerikanischer Maler
- Gorman, Robert A. (* 1937), amerikanischer Jurist und Hochschullehrer
- Gorman, Sinead (* 1977), britische Managerin
- Gorman, Tamara (* 1996), US-amerikanische Triathletin
- Gorman, Thomas Kiely (1892–1980), US-amerikanischer Geistlicher, Bischof von Reno und Dallas
- Gorman, Tom (* 1946), US-amerikanischer Tennisspieler
- Gorman, Tommy (1886–1961), kanadischer Sportler und Funktionär
- Gorman, Willis A. (1816–1876), US-amerikanischer Politiker
- Görmann, Felix (* 1976), deutscher ComiczeichnerFelix Görmann (* 1976)

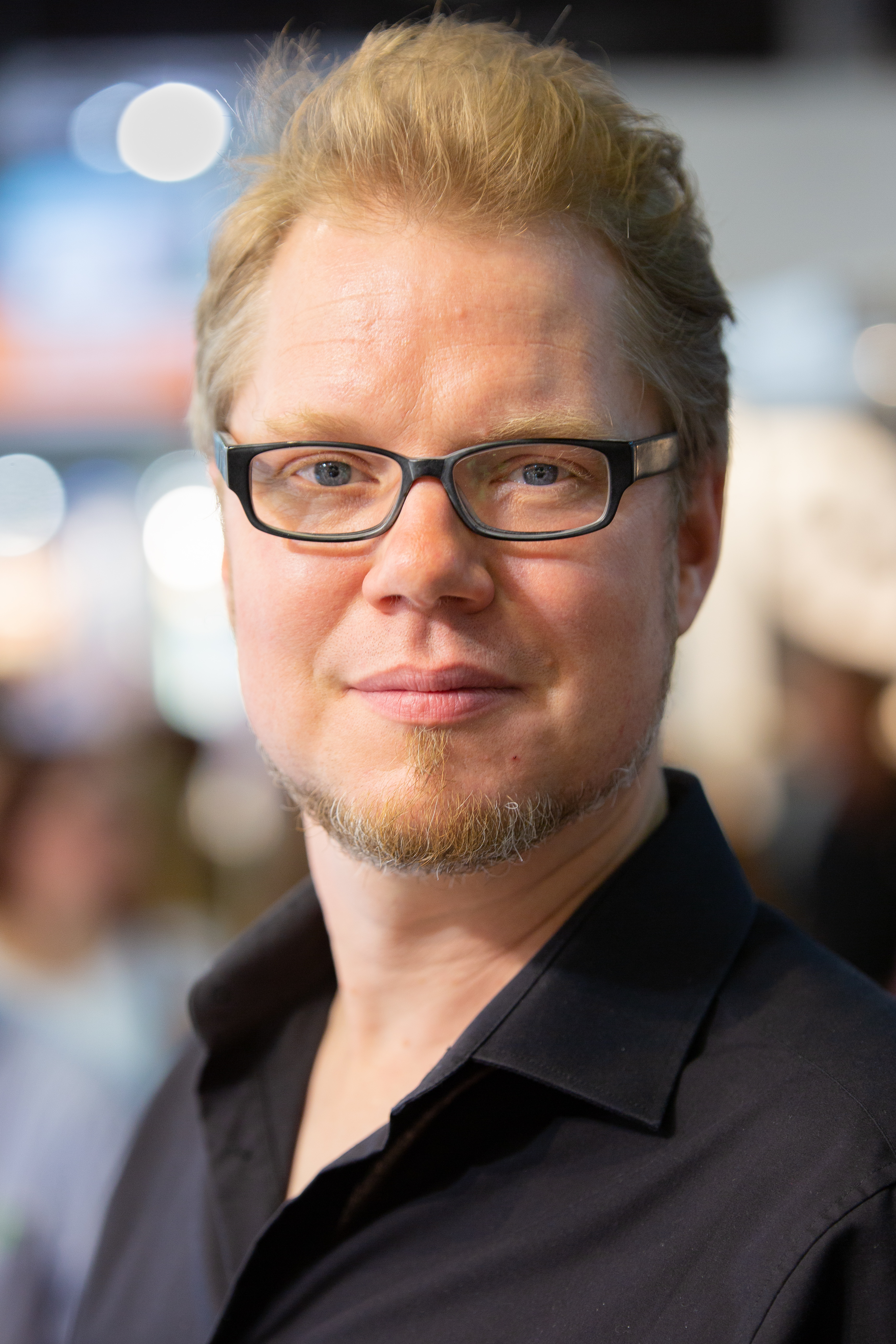
Felix Görmann (* 1976)

### Gorme
- Gormé, Eydie (1928–2013), US-amerikanische Popmusik-Sängerin
- Görmer, Inge (* 1934), deutsche Eisschnellläuferin
- Görmer, Steffen (* 1968), deutscher Leichtathlet und Bobfahrer
- Görmez, Ali (* 1980), deutsch-türkischer Bildender Künstler
- Görmez, Mehmet (* 1959), türkischer Islamwissenschaftler

### Gorml
- Gormlaith ingen Murchada (960–1030), irische Königin
- Gormley, Antony (* 1950), englischer Bildhauer
- Gormley, Brandon (* 1992), kanadischer Eishockeyspieler
- Gormley, John (* 1959), irischer Politiker
- Gormley, Joseph, Baron Gormley (1917–1993), britischer Bergmann und Gewerkschafter, Life Peer

### Gormo
- Gormonda de Monpeslier, okzitanische Trobairitz

### Gorms
- Gormsen, Erdmann (1929–1998), deutscher Geograph
- Gormsen, Niels (1927–2018), deutscher Architekt und Politiker

### Gormu
- Görmüş, Selçuk (* 1984), türkischer Fußballtorhüter